# Lijst van voetbalinterlands Chili - Haïti (vrouwen)
Deze lijst van voetbalinterlands is een overzicht van alle officiële voetbalinterlands tussen de nationale vrouwenteams van Chili en Haïti. De landen hebben tot nu toe drie keer tegen elkaar gespeeld.

## Wedstrijden
| № | Plaats   | Datum            | Competitie           | Wedstrijd     | Uitslag |
| - | -------- | ---------------- | -------------------- | ------------- | ------- |
| 1 | Auckland | 22 februari 2023 | WK 2023 kwalificatie | Chili − Haïti | 1 − 2   |
| 2 | Santiago | 5 april 2025     | Vriendschappelijk    | Chili − Haïti | 0 − 1   |
| 3 | Santiago | 8 april 2025     | Vriendschappelijk    | Chili − Haïti | 2 − 1   |

## Samenvatting
| Competitie        | Totaal gespeeld | Winst Chili | Gelijk | Winst Haïti | Doelsaldo Chili – Haïti |
| ----------------- | --------------- | ----------- | ------ | ----------- | ----------------------- |
| WK-kwalificatie   | 1               | 0           | 0      | 1           | 1 − 2                   |
| Vriendschappelijk | 2               | 1           | 0      | 1           | 2 − 2                   |
| Totaal            | 3               | 1           | 0      | 2           | 3 − 4                   |